# Chamaedorea rigida
Chamaedorea rigida är en enhjärtbladig växtart som beskrevs av Hermann Wendland. Chamaedorea rigida ingår i släktet Chamaedorea och familjen Arecaceae. Inga underarter finns listade i Catalogue of Life.